# كلفن هوبكينز
كلفن هوبكينز (بالإنجليزية: Kelvin Hopkins) هو اقتصادي وسياسي بريطاني، ولد في 22 أغسطس 1941 في ليستر في المملكة المتحدة. حزبياً، نشط في حزب العمال.

## مناصب
- انتخب عضو برلمان المملكة المتحدة الـ57 عن دائرة لوتون الشمالية وقد انضم خلال فترته النيابية ‏ (2 نوفمبر 2017 – ) للكتلة البرلمانية مستقل.
- انتخب وزير دولة - ظل - للثقافة والإعلام والرياضة [الإنجليزية]‏ (28 يونيو 2016 – 7 أكتوبر 2016).
- في الانتخابات العامة في المملكة المتحدة 1997 [الإنجليزية]‏، انتخب عضو البرلمان الثاني والخمسون للمملكة المتحدة عن دائرة لوتون الشمالية وقد انضم خلال فترته النيابية ‏ (1 مايو 1997 – 14 مايو 2001) للكتلة البرلمانية حزب العمال.
- في الانتخابات العامة في المملكة المتحدة 2001، انتخب عضو برلمان المملكة المتحدة الـ53 عن دائرة لوتون الشمالية وقد انضم خلال فترته النيابية ‏ (7 يونيو 2001 – 11 أبريل 2005) للكتلة البرلمانية حزب العمال.
- في الانتخابات العامة في المملكة المتحدة 2005، انتخب عضو برلمان المملكة المتحدة الـ54 عن دائرة لوتون الشمالية وقد انضم خلال فترته النيابية ‏ (5 مايو 2005 – 12 أبريل 2010) للكتلة البرلمانية حزب العمال.
- في انتخابات المملكة المتحدة لعام 2010، انتخب عضو برلمان المملكة المتحدة الـ55 عن دائرة لوتون الشمالية وقد انضم خلال فترته النيابية ‏ (6 مايو 2010 – 30 مارس 2015) للكتلة البرلمانية حزب العمال.
- في الانتخابات العامة في المملكة المتحدة 2015، انتخب عضو برلمان المملكة المتحدة الـ56 عن دائرة لوتون الشمالية وقد انضم خلال فترته النيابية ‏ (8 مايو 2015 – 3 مايو 2017) للكتلة البرلمانية حزب العمال.
- في الانتخابات التشريعية البريطانية 2017، انتخب عضو برلمان المملكة المتحدة الـ57 عن دائرة لوتون الشمالية وقد انضم خلال فترته النيابية ‏ (8 يونيو 2017 – 2 نوفمبر 2017) للكتلة البرلمانية حزب العمال.